# Elección presidencial de la República Centroafricana de 1981
Las elecciones presidenciales de la República Centroafricana de 1981 se efectuaron el 15 de marzo de ese mismo año. Convocadas por el nuevo gobierno de André Kolingba, quien derrocó a David Dacko y tras un acuerdo con la oposición logra hacer el llamado a elecciones pluralistas, permitiendo la existencia legal de otras colectividades. Estas elecciones arrojan como ganador nuevamente a David Dacko, pero el general Kolingba se mantiene como Presidente del Comité Militar de Recuperación Nacional, cargo que en la práctica es más relevante que el de Presidente de la República.

## Resultados
|  | 51,10 % |

|  | 38,77 % |

|  | 5,42 % |

|  | 3,28 % |

|  | 1,44 % |

## Término del período presidencial
La nueva presidencia de David Dacko se vio opacada por la acción del general André Kolingba, quien desde la Presidencia del Comité Militar de Recuperación Nacional impuso sus decisiones políticas sobre el país.
Finalmente, el general Kolingba se convierte automáticamente en presidente (1986), por un período de seis años, al retornar a la política unipartidista y un referédum constitucional de ese mismo año.
El 25 de octubre de 1992 se convocó a nuevos comicios, pero el Tribunal Supremo decidió anular los resultados ante las irregularidades encontradas en el proceso. Finalmente las siguientes elecciones se desarrollaron un año después, fecha en que Kolingba abandona el poder.